# Копришница
Копришница (мкд. Копришница) је насеље у Северној Македонији, у јужном делу државе. Драчевица је насеље у оквиру општине Демир Капија.

## Географија
Копришница је смештена у јужном делу Северне Македоније. Од најближег града, Кавадараца, село је удаљено 30 km југоисточно.
Село Копришница се налази у историјској области Тиквеш. Село је на северним падинама планине Кожуф, на приближно 620 метара надморске висине. Непосредно западно од насеља протиче речица Бошава.
Месна клима је континентална.

## Становништво
Копришница је према последњем попису из 2002. године била без становника.
Већинско становништво у насељу били су етнички Македонци.
Претежна вероисповест месног становништва била је православље.